# SN 2009ai
SN 2009ai – supernowa typu Ia odkryta 19 lutego 2009 roku w galaktyce UGC 9757. W momencie odkrycia miała maksymalną jasność 17,60m.